# Windows XP Professional x64 Edition
Windows XP Professional x64 Edition je 64bitová verze operačního systému Windows XP pro procesory x86-64 vydaná 25. dubna 2005 firmou Microsoft. Tento OS je však postaven na Windows Serveru 2003 SP1, a proto je také stabilnější než Windows XP, s nimiž vyjma vzhledu nemá mnoho společného. Lze jej instalovat pouze na 64bitové procesory architektury x86-64 (například Athlon 64, Intel Core 2 nebo Intel Core i7). Zatímco 32bitová verze Windows XP pro procesory IA-32 podporuje maximálně 4 GB operační paměti RAM, 64bitová verze Windows XP podporuje až 128 GB operační paměti RAM a 16 TB virtuální paměti.

## Verze a varianty
Dne 25. dubna 2005 byl Microsoftem poprvé vydán OS Windows XP v 64bitové verzi. Aktuální (a pravděpodobně poslední) verze (tj. Service Pack 2) byla vydána 27. března 2007. 64bitová verze se nikdy nedočkala překladu do češtiny, na internetu pouze koluje pirátská verze textů vytažených z OS Windows Server 2003.
64bitové verze Windows XP:
- Windows XP 64-Bit Edition for Itanium systems 2002 (2001) – postavená na 32bit Windows XP[2]
- Windows XP 64-Bit Edition, Version 2003 (2003) – na jádru Windows Server 2003.[3]
- Windows XP Professional x64 Edition – postavená na Windows Server 2003 SP1

Vývoj prvních 2 verzí určených pro procesory s architekturou Intel IA-64 (Itanium) skončil v roce 2005, a to pro nestabilitu chodu systému v této architektuře, a dále přestaly být podporovány. Tyto verze se nesetkaly se zájmem uživatelů a později již takřka úplně vymizely. Windows XP Professional x64 Edition pro procesory Intel, AMD a VIA, využívající architekturu x86-64 (originálně AMD64, potažmo Intel64, IA-32e, EM64T etc.), netrpící neduhy předchůdců a v mnohém překonávající svého nástupce – Windows Vista – již přestala být podporována.

## Kompatibilita
Windows XP Professional x64 Edition používá technologii s názvem Windows-on-Windows 64-bit (WOW64), která umožňuje spuštění 32bitových aplikací. To bylo poprvé použito na Windows XP 64-bit Edition (pro Itanium). Následně se tato technologie objevila ve Windows Server 2003 a odtud se posléze dostala do systému Windows XP x64 Edition.
Jednotlivé 32bitové a 64bitové instrukce nelze míchat. Každé mají vlastní knihovny. Ve Windows XP x64 Edition je tak 32 i 64bitová verze prohlížeče Internet Explorer 6.